# CT Ajuricaba (D-11)
O CT Ajuricaba (D-11) foi um navio tipo contratorpedeiro da Classe Amazonas, da Marinha do Brasil.

## Origem do nome
O nome é uma homenagem a um tuxaua guerreiro da tribo Manaós que resistiu aos colonizadores portugueses.

## Características
O Ajuricaba foi o terceiro de uma serie de seis da Classe Amazonas, construídos pelo Arsenal da Marinha da Ilha das Cobras, no Rio de Janeiro. Teve sua quilha batida em 28 de dezembro de 1940, foi lançado e batizado em 14 de julho de 1946, tendo como madrinha a Sra. Maria Vicentina Novelli, neta do então Presidente da República General Eurico Gaspar Dutra. Foi incorporado a Armada pelo Aviso Ministerial n.º 3.234 de 17 de dezembro de 1957 e foi submetido a Mostra de Armamento em 21 de dezembro de 1957. Foi seu primeiro comandante o Capitão-de-fragata Didio Santos de Bustamante, que assumiu em 6 de julho de 1955.
O Ajuricaba entrou em serviço já com as modificações a que foram submetidos os outros navios da classe que haviam sido incorporados anteriormente. Assim sendo, ao invés de quatro canhões de 127 mm, tinha três e também já contava com os canhões de 40 mm e com novos radares e equipamentos eletrônicos.